# Perlage

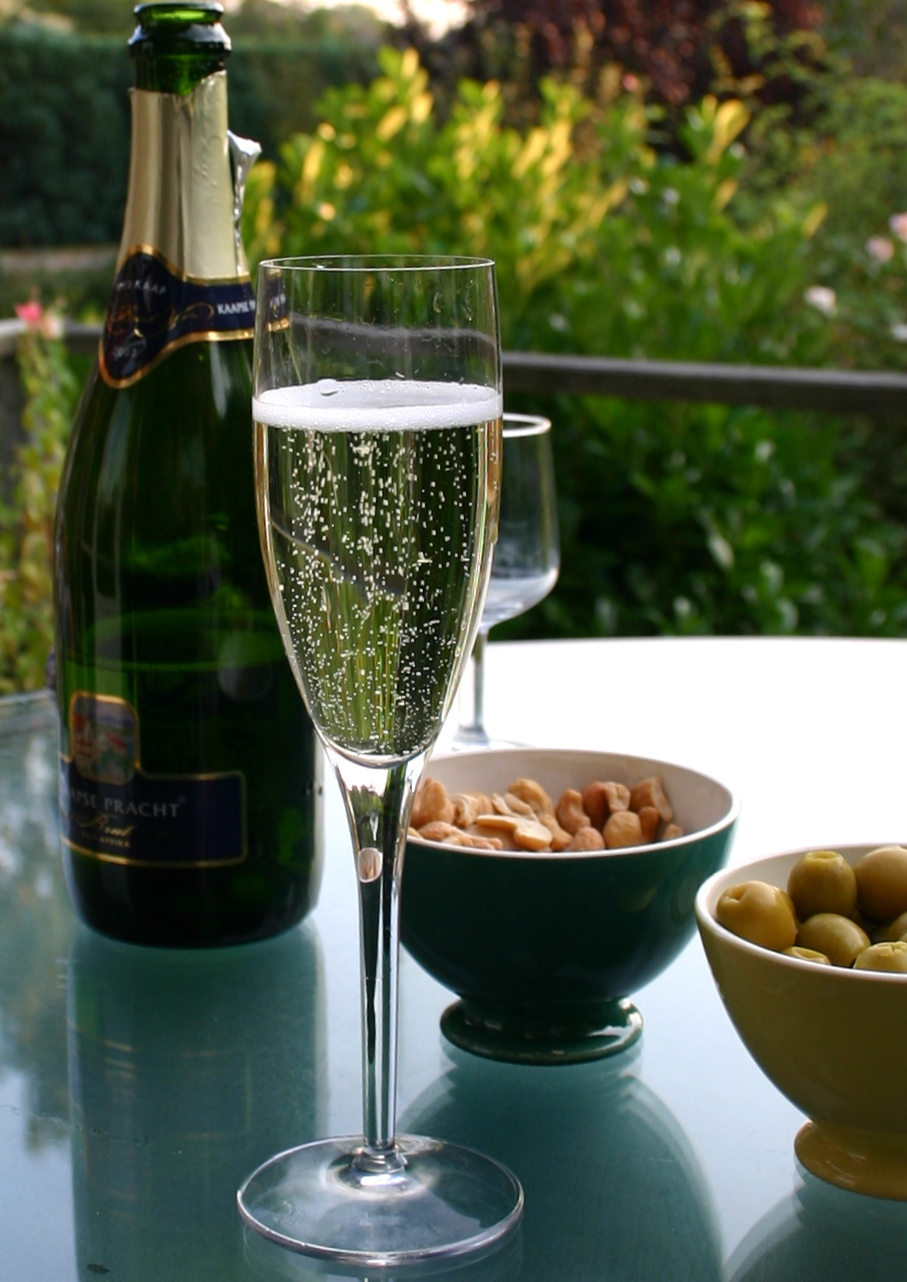
Perlage em flute de champagne

Perlage são as borbulhas de gás carbônico que se formam quando um champagne, espumante ou frisante é servido. O ideal é que as borbulhas sejam naturais, abundantes e pequenas.

A uva chardonnay proporciona borbulhas menores e mais delicadas que a pinot noir e pinot meunier.

## Classificações

### Tamanho
As borbulhas, quanto ao tamanho, podem ser classificadas em: muito finas, finas, médias, grandes e grosseiras.

### Durabilidade
Quanto maior a persistência das borbulhas, melhor o espumante. Pela persistência, o perlage pode ser classificado em: muito persistente, persistente, suficientemente persistente, pouco persistente e evanescente.

### Quantidade
Conforme dito acima, quanto mais borbulhas, melhor. Estas podem ser: muito numerosas, numerosas, suficientemente numerosas, pouco numerosas, escassas e muito escassas.